# Trochocercus nitens
A Trochocercus nitens a madarak osztályának verébalakúak (Passeriformes) rendjébe és a császárlégykapó-félék (Monarchidae) családjába  tartozó faj.

## Rendszerezése
A fajt John Cassin amerikai ornitológus írta le 1859-ben.

## Alfajai
- Trochocercus nitens nitens Cassin, 1859
- Trochocercus nitens reichenowi Sharpe, 1904[2]

## Előfordulása
Nyugat- és Közép-Afrikában, Angola, Burundi, Dél-Szudán, Kamerun, a Kongói Köztársaság, a Kongói Demokratikus Köztársaság, a Közép-afrikai Köztársaság, Elefántcsontpart, Egyenlítői-Guinea, Gabon, Ghána, Guinea, Libéria, Nigéria, Ruanda, Sierra Leone, Szudán, Togo és Uganda területén honos. 
Természetes élőhelyei a szubtrópusi és trópusi síkvidéki esőerdők, folyók és patakok környékén, valamint erősen leromlott egykori erdők.

## Megjelenése
Testhossza 15 centiméter.

## Életmódja
Ízeltlábúakkal táplálkozik.

## Természetvédelmi helyzete
Az elterjedési területe rendkívül nagy, egyedszáma ugyan csökken, de még nem éri el a kritikus szintet. A Természetvédelmi Világszövetség Vörös listáján nem fenyegetett fajként szerepel.